# اورنج (حوزه سرشماری)، ماساچوست
اورنج (به انگلیسی: Orange) یک منطقهٔ مسکونی در ایالات متحده آمریکا است که در شهرستان فرانکلین، ماساچوست واقع شده‌است. اورنج ۱۵٫۶ کیلومتر مربع مساحت و ۴٬۰۱۸ نفر جمعیت دارد و ۱۵۶ متر بالاتر از سطح دریا واقع شده‌است.